# Castrignano de’ Greci
Castrignano de’ Greci – miejscowość i gmina we Włoszech, w regionie Apulia, w prowincji Lecce.
Według danych na rok 2004 gminę zamieszkiwało 4107 osób, 456,3 os./km².